# Rhizopoda
Pour les articles homonymes, voir Amiboïde.
Super-classe
Taxons de rang inférieur
- Voir le texte

Classification phylogénétique
- Eukaryota
  - Lignée verte
  - Chromalveolata
    - Alveolata
    - Lignée brune

  - Rhizaria
    - Actinopoda
    - Foraminifera
    - Chlorarachniophyta

  - Excavata
    - Euglenozoa
    - Parabasalia
    - Metamonada
    - Percolozoa

  - Unikonta
    - Amoebozoa
      - Rhizopoda
      - Mycetozoa

    - Opisthokonta

Les rhizopodes (Rhizopoda) (du grec ῥΐζω / rḯzo, racine, et ποδ / pod, pied) ou amiboïdes constituent un petit groupe (200 espèces) d’organismes vivants unicellulaires hétérotrophes.
La monophylie du groupe n’est pas certaine. Les membres de celui-ci étaient autrefois rattachés à d’autres eucaryotes, comme les archéamibes (qui ont été rapprochées des mycétozoaires : Mycetozoa), et les amibes flagellées (constituant aujourd’hui le groupe monophylétique des percolozoaires). Peu de caractéristiques permettent de définir ce groupe essentiellement construit sur des bases moléculaires.
Cependant, la présence de « pseudopodes » pourrait être considérée comme un synapomorphie. Les pseudopodes constitueraient alors une convergence morphologique acquise parallèlement par les autres taxons (Chlorarachniophytes, Foraminifères, Mycétozoaires et Percolozoaires).
Ces pseudopodes leur permettent de se déplacer.
Ces déplacements sont généralement provoqués par la présence d'une molécule dans le milieu extracellulaire. Ce type de déplacement s'appelle chimiotactisme.

## Caractéristiques des Rhizopodes
Les rhizopodes sont connus pour leur mobilité et leur flexibilité. Ils possèdent tous les organites des cellules eucaryotes. Néanmoins, et contrairement à la plupart des cellules eucaryotes, les rhizopodes ne recourent pas aux microtubules pour leur déplacement. Leur système "locomoteur" repose essentiellement sur des filaments d'actine qui constituent à peu près 40 % de leur cytosquelette. Ces filaments d'actine forment un réseau très étroit avec les filaments intermédiaires. Les rhizopodes se déplacent grâce à des pseudopodes.
Quelques amiboïdes sont capsulés mais ça reste assez rare. Ils possèdent tous une membrane cytoplasmique très flexible et très riche en pseudopodes.
Les sources d'alimentations d’amiboïdes sont assez variées (bactéries, détritus dans les flaques d'eau ou même d'autres parasites).
Leur alimentation se fait en trois étapes: Capture (d'où l'importance de leur mobilité), endocytose et digestion par voie lysosomiale.
Les rhizopodes se divisent par mitose.

## Liste non exhaustive d'espèces de rhizopodes
- Alabasta militaris
- Amoeba proteus
- Arcella artocrea
- Arcella catinus
- Arcella discoides
- Arcella vulgaris
- Centropyxis acuelata
- Centropyxis cassis
- Centropyxis platystoma
- Difflugia lanceolata
- Difflugia lucida
- Difflugia oblongia
- Difflugia pristis
- Difflugia pulex
- Difflugia rubescens
- Entamoeba coli
- Entamoeba dispar
- Entamoeba gingivalis
- Entamoeba histolytica
- Euglypha rotunda
- Hyalosphenia elegans
- Hyalosphenia minuta
- Hyalosphenia papilio
- Hyalosphenia subflava
- Nebela collaris
- Nebela tincta
- Physochila griseola
- Polychaos dubium
- Trinema lineare